# Hallgeir Engebråten
Hallgeir Engebråten (Kongsvinger, 17 de diciembre de 1999) es un deportista noruego que compite en patinaje de velocidad sobre hielo.
Participó en los Juegos Olímpicos de Pekín 2022, obteniendo dos medallas, oro en persecución por equipos (junto con Peder Kongshaug y Sverre Lunde Pedersen) y  bronce en la prueba de 5000 m.
Ganó una medalla de bronce en el Campeonato Mundial de Patinaje de Velocidad sobre Hielo de 2024 y tres medallas en el Campeonato Europeo de Patinaje de Velocidad sobre Hielo en Distancia Individual, en los años 2020 y 2022.

## Palmarés internacional
| Juegos Olímpicos                           | Juegos Olímpicos          | Juegos Olímpicos  | Juegos Olímpicos        |
| Año                                        | Lugar                     | Medalla           | Prueba                  |
| ------------------------------------------ | ------------------------- | ----------------- | ----------------------- |
| 2022                                       | Pekín (China)             | Medalla de oro    | Persecución por equipos |
| 2022                                       | Pekín (China)             | Medalla de bronce | 5000 m                  |
| Campeonato Mundial                         |                           |                   |                         |
| Año                                        | Lugar                     | Medalla           | Prueba                  |
| 2024                                       | Inzell (Alemania)         | Medalla de bronce | Clasificación general   |
| Campeonato Europeo en Distancia Individual |                           |                   |                         |
| Año                                        | Lugar                     | Medalla           | Prueba                  |
| 2020                                       | Heerenveen (Países Bajos) | Medalla de bronce | Persecución por equipos |
| 2022                                       | Heerenveen (Países Bajos) | Medalla de plata  | Persecución por equipos |
| 2022                                       | Heerenveen (Países Bajos) | Medalla de bronce | 5000 m                  |